# Versus (religión)
El versus es un canto propio de las liturgias cristianas que se cantaba inseparablemente unida a un himno. Tiene carácter neumático o semiadornado, análogo a las antífonas.
- Datos: Q6160688